# 1968年全米オープン (テニス)
1968年 全米オープン（1968ねんぜんべいオープン、US Open 1968）に関する記事。アメリカ・ニューヨーク市クイーンズ区フォレストヒルズにある「ウエストサイド・テニスクラブ」にて開催。

## 大会の流れ
- プロテニス選手の出場を解禁する「オープン化制度」のもとで開かれた最初のイベントとして、本年度からこの大会は「全米オープン」（US Open）の名称になった。それまでの「全米選手権」は、男子シングルス・女子シングルス・男子ダブルス・女子ダブルス・混合ダブルスの5部門が別々の会場で行われてきたが、1968年からすべての部門がフォレストヒルズで実施されるようになり、こうして全米オープンは現在のような方式になった。
- 公式大会の「全米オープン」（英語：Open Era Grand Slam）は、フォレストヒルズで1968年8月28日から9月9日にかけて開催された。こちらの優勝者が、大会公認の優勝者となる。
- 全米オープンの男子シングルスは「96名」の選手による7回戦制で行われた。シード選手は16名であったが、8名のシード選手と他の8名の選手に「1回戦不戦勝」（抽選表では“Bye”と表示）があり、他の8名のシード選手は1回戦から出場した。2回戦から登場した選手が初戦敗退の場合は「2回戦＝初戦」と表記する。女子シングルスは「64名」の選手による6回戦制で行われ、シード選手は8名であった。
- コートのサーフェス（表面）は、芝生コートで実施された。
- 1968年と1969年のみ、別途開催として「全米選手権大会」（英語：US National Champs）が行われた。こちらの優勝者は、大会の優勝記録に数えない。正式な「オープン化時代大会」との相違点は以下の通りである。
  - 「オープン化時代大会」はプロ選手も出場できるが、「全米選手権大会」はアマチュア選手のみが出場した。
  - 全米選手権大会の実施部門は男女シングルス・男女ダブルスで、混合ダブルスは実施されなかった。

## 全米オープン

### シード選手

#### 男子シングルス
1. ロッド・レーバー　（4回戦）
2. トニー・ローチ　（4回戦）
3. ケン・ローズウォール　（ベスト4）
4. ジョン・ニューカム　（ベスト8）
5. アーサー・アッシュ　（初優勝）
6. デニス・ラルストン　（ベスト8）
7. クラーク・グレーブナー　（ベスト4）
8. トム・オッカー　（準優勝）
9. （大会開始前に棄権）
10. アンドレス・ヒメノ　（1回戦）
11. フレッド・ストール　（2回戦＝初戦）
12. チャーリー・パサレル　（3回戦）
13. パンチョ・ゴンザレス　（ベスト8）
14. ロイ・エマーソン　（4回戦）
15. マーティー・リーセン　（2回戦）
16. クリフ・ドリスデール　（ベスト8）

#### 女子シングルス
1. ビリー・ジーン・キング　（準優勝）
2. アン・ヘイドン＝ジョーンズ　（ベスト4）
3. ジュディ・テガート　（ベスト8）
4. マーガレット・スミス・コート　（ベスト8）
5. マリア・ブエノ　（ベスト4）
6. バージニア・ウェード　（初優勝）
7. メアリー・アン・アイゼル　（1回戦）
8. クリスティ・ピジョン　（2回戦）

### 大会経過

#### 男子シングルス
準々決勝
- アーサー・アッシュ vs.  クリフ・ドリスデール　8-10, 6-3, 9-7, 6-4
- クラーク・グレーブナー vs.  ジョン・ニューカム　5-7, 11-9, 6-1, 6-4
- ケン・ローズウォール vs.  デニス・ラルストン　6-2, 6-2, 6-3
- トム・オッカー vs.  パンチョ・ゴンザレス　14-16, 6-3, 10-8, 6-3

準決勝
- アーサー・アッシュ vs.  クラーク・グレーブナー　4-6, 8-6, 7-5, 6-2
- トム・オッカー vs.  ケン・ローズウォール　8-6, 6-4, 6-8, 6-1

#### 女子シングルス
準々決勝
- ビリー・ジーン・キング vs.  マリーナ・ゴッドウィン　6-3, 3-6, 6-3
- マリア・ブエノ vs.  マーガレット・スミス・コート　7-5, 2-6, 6-3
- バージニア・ウェード vs.  ジュディ・テガート　6-3, 6-2
- アン・ヘイドン＝ジョーンズ vs.  ピーチズ・バルトコビッツ　10-8, 6-3

準決勝
- ビリー・ジーン・キング vs.  マリア・ブエノ　3-6, 6-4, 6-2
- バージニア・ウェード vs.  アン・ヘイドン＝ジョーンズ　7-5, 6-1

### 決勝戦の結果
- 男子シングルス： アーサー・アッシュ vs.  トム・オッカー　14-12, 5-7, 6-3, 3-6, 6-3
- 女子シングルス： バージニア・ウェード vs.  ビリー・ジーン・キング　6-4, 6-2
- 男子ダブルス： スタン・スミス＆ ボブ・ルッツ vs.  アーサー・アッシュ＆ アンドレス・ヒメノ　11-9, 6-1, 7-5
- 女子ダブルス： マーガレット・スミス・コート＆ マリア・ブエノ vs.  ビリー・ジーン・キング＆ ロージー・カザルス　4-6, 9-7, 8-6
- 混合ダブルス： ピーター・カーティス＆ メアリー・アン・アイゼル vs.  ロバート・ペリー＆ トーリー・アン・フレッツ　6-4, 7-5

## 全米選手権

### 決勝戦の結果
- 男子シングルス： アーサー・アッシュ vs.  ボブ・ルッツ　4-6, 6-3, 8-10, 6-0, 6-4
- 女子シングルス： マーガレット・スミス・コート vs.  マリア・ブエノ　6-2, 6-2
- 男子ダブルス： スタン・スミス＆ ボブ・ルッツ vs.  ボブ・ヒューイット＆ レイモンド・ムーア　6-4, 6-4, 9-7
- 女子ダブルス： マーガレット・スミス・コート＆ マリア・ブエノ vs.  バージニア・ウェード＆ ジョイス・ウィリアムズ　6-3, 7-5

## みどころ
- 全米オープン男子シングルス優勝者のアーサー・アッシュは、黒人の男子テニス選手として最初の4大大会優勝者になった。準優勝者のトム・オッカーは、オランダ人男子テニス選手としての4大大会初優勝を逃した。